# Marescot Ridge
Marescot Ridge är en bergstopp i Antarktis. Den ligger i Västantarktis. Argentina, Chile och Storbritannien gör anspråk på området. Toppen på Marescot Ridge är 1 185 meter över havet, eller 781 meter över den omgivande terrängen. Bredden vid basen är 8,3 km.
Terrängen runt Marescot Ridge är huvudsakligen lite bergig. Trakten är obefolkad. Det finns inga samhällen i närheten.